# Wapen van Hunze en Aa's

Het wapen van Hunze en Aa's

Het wapen van het waterschap Hunze en Aa's is op 19 februari 2002 bij Koninklijk Besluit aan het waterschap toegekend.

## Blazoen
Het blazoen dat bij de Hoge Raad van Adel bekend is, luidt als volgt:
In sinopel drie golvende dwarsbalken van zilver, gekapt van keel, beladen met een lelie van zilver. Het schild gedekt met een gouden kroon van vijf bladeren en ter weerszijden gehouden door een leeuw van goud, getongd en genageld van keel.
De heraldische kleuren in het wapen zijn: sinopel (groen), zilver (wit), keel (rood) en goud (geel).
Drie golvende zilveren lijnen op een groen vlak, waarin een driekante rode uitsnede is gemaakt met daarin een zilveren lelie. Het schild wordt gedekt met een gouden kroon van vijf bladeren. Dit is de zgn. markiezenkroon. Het schild wordt door twee gouden leeuwen met rode tong en nagels vastgehouden. Niet vermeld is de grasgrond waarop het geheel rust.

## Geschiedenis
Het wapen is deels ontleend aan de directe voorganger, het waterschap Hunze en Aa. Na een fusie met de waterschappen Dollardzijlvest en Eemszijlvest (gedeeltelijk) in 2000 werd een nieuw wapen ontworpen.
De kleuren rood en wit zijn afkomstig van het oude wapen, dat ze op zijn beurt had ontleend aan het wapen van het Sticht Utrecht. De lelie is eveneens overgenomen van het oude wapen. Deze staat voor Cisterciënzer klooster Maria in Campis te Assen, dat veel bezittingen rond de Drentse Aa had. Het groene vlak met de zilveren golflijnen komt ook voor in het wapen van Eemszijlvest. De vijfbladige kroon kwam op alle wapens van de voorgaande waterschappen voor. De schildhouders zijn toegevoegd en zijn ontleend aan de provinciewapens van Groningen en Drenthe. Het toevoegen van schildhouders is opmerkelijk, omdat de Hoge Raad van Adel sinds de twintigste eeuw slechts zelden schildhouders toekent aan wapens van instellingen die voorheen geen schildhouders gehad hebben.

## Verwante wapens

Het wapen van Hunze en Aa
Het wapen van Eemszijlvest
Het wapen van Dollardzijlvest

Aa en Maas ·
Amstel, Gooi en Vecht ·
Brabantse Delta ·
Delfland ·
De Dommel ·
Hollands Noorderkwartier ·
Hollandse Delta ·
Limburg ·
Hunze en Aa's ·
Noorderzijlvest ·
Rijnland ·
Rivierenland ·
Schieland en de Krimpenerwaard ·
De Stichtse Rijnlanden ·
Vallei en Veluwe ·
Vechtstromen · 
Fryslân